# MT (вибуховий катер)
Вибухові моторні човни MT (Motoscafo da Turismo) також відомі як barchino ( "малий човен"), були серією малих вибухових моторних човнів розроблених для італійських ВМС, які базувалися на попередниках, прототипі MA (Motoscafo d'Assalto) та MAT (Motoscafo Avio Trasportato), десантний прототип. Вибухові моторні човни були розроблені, щоб тихо підходити до пришвартованих бойових кораблів, виходити на курс і щоб подолати останні 200 або 100 метрів до цілі, після того як пілот покине човен попередньо заблокувавши кермо. При ударі, корпус руйнувався по міделю від маленького вибухового заряда, човен починав тонути, а боєголовка, вибухала на глибині 1 метр. До кінця вересня 1938 Військово-морський департамент замовив шість вибухових човнів. Одномісні човни будували компанії Баглієтто з Варацце та CABI з Мілану, яка також поставляла двигуни. ВМС Італії  використали ці малі судна принаймні у двох важливих операціях на середземноморському ТВД під час Другої світової.

## Доставка та випробування
Перші шість човнів було поставлено на початку 1939, одразу після цього провели випробування у Ла-Спеції. У вибухових човнах MT виявили деякі недоліки. Палуба була зроблена з брезенту, який прикривав корпус від витрат вибухівки на великій швидкості. Військово-морське командування висунуло вимогу зробити суцільно-дерев'яну палубу та підвищити до 0,9 м надводний борт (пізніше його збільшили до 1,1 м) і відправили човни та частини двигунів назад до виробника щоб вони могли виконати вимоги. У березні 1939, Військово-морський департамент замовив ще 12 вибухових човнів, збільшивши загальну кількість до 18.

## Розгортання MT
18 моторних човнів не використовували до листопада 1940, до того як було проведено всі випробування зі зменшеною боєголовкою на старому лінкорі. Це відбулося через шість місяців після вступу Італії у війну на боці Третього Рейху. Більш широкі випробування, перед прийняттям на службу, показало, що експлуатаційні можливості обмежені. Тому було розроблено мореплавну версію, яка також мала задню передачу і яка отримала позначення MTM (Motoscafo da Turismo Modificato).

## Специфікація
Човни MT мали довжину 5,62 м та ширину 1,62 м. Вони мали 95 сильний навісний двигун Alfa Romeo AR 6cc і мав максимальну швидкість у 33 вузли при повному навантаженні. Човни були розроблені таким чином, щоб їх можна було запускати з надводного корабля-носія, а потім могли долати перешкоди, такі як протиторпедна сітка. Пілот наводив човен на свою ціль, а потім вистрибував з човна до зіткнення та вибуху боєголовки. Кабіна пілота знаходилася у кормовій частині, для забезпечення рівномірного розподілу ваги вибухової речовини у 330 кг уздовж корпусу.
На відміну від японських моторних човнів Шіньйо, MT човни, хоча і були небезпечними не призначалися для самогубчих атак. Вони у транцевій кормі мали ежекторне сидіння, а після приводнення сидіння слугувало невеликим плотиком щоб допомогти вижити пілоту у воді і захистити від вибуху. Іншою інноваційною конструкцією стала приводна система передачі Isotta-Fraschini Z, з вбудованим двигуном та зовнішніми гвинтами.

## Історія використання

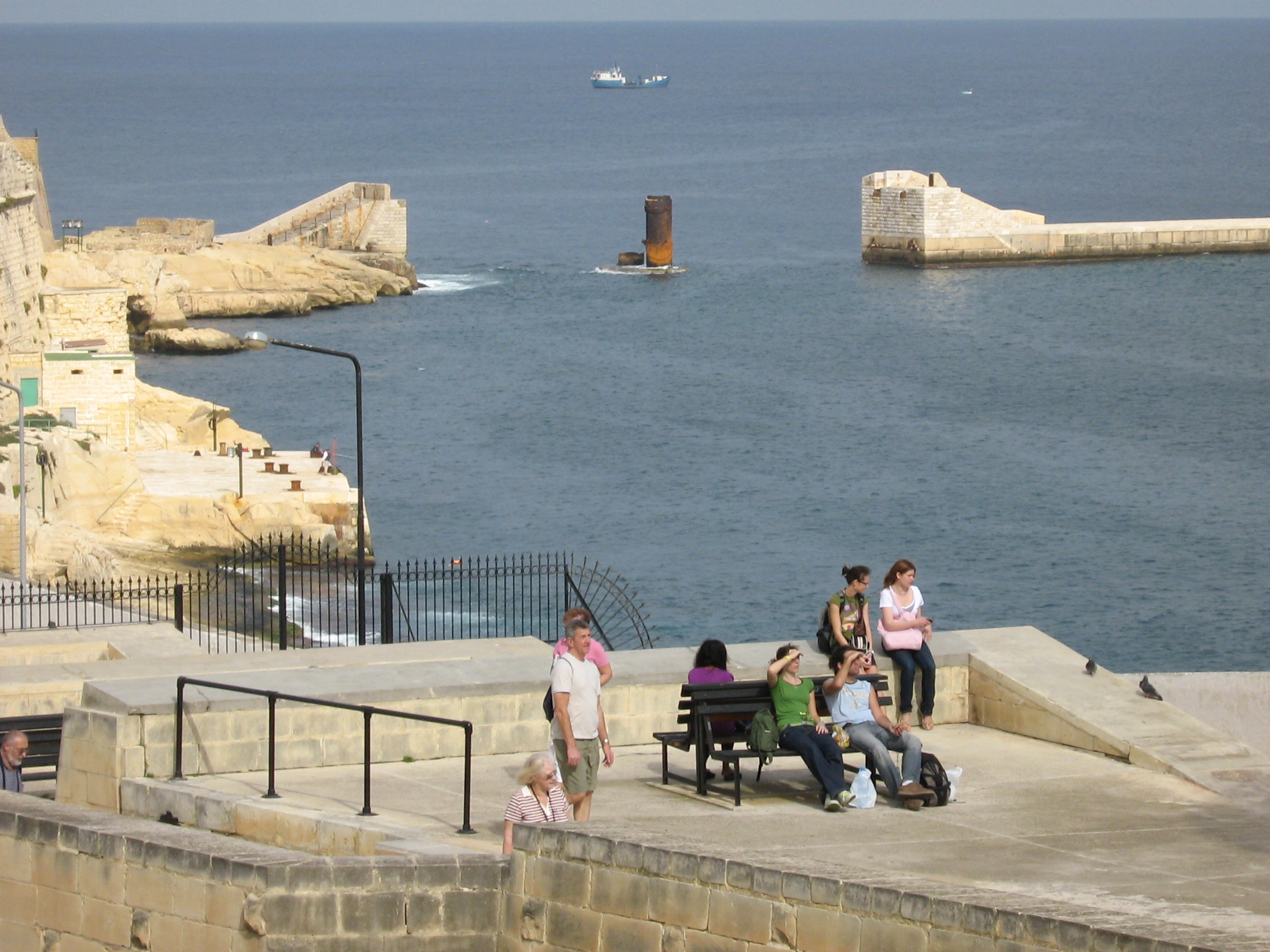
Залишки мосту форту святого Ельма який зруйнувався після атаки човна MT в 1941 (до побудови нового мосту в 2012).

25 березня 1941 есмінці «Франческо Кріспі» та «Квінтіно Селла»вийшли з острова Лерос до Егейського моря вночі до морської баз союзників  у бухті Суда на Криті, кожний ніс по три катери MT. Потрапивши у бухту, шість човнів визначили свої цілі: британський важкий крейсер «Йорк», норвезький танкер Pericles водотоннажність 8,300 тонн, інший танкер та вантажне судно. Два човни MT вдарили York в центрі, викликавши затоплення кормових котельних відділень та порохових погребів. Pericles був дещо пошкоджений та ліг на дно. Інші катери не влучили у вибрані цілі і один з них викинувся на берег. Всі шість італійських пілотів схопили. Пошкоджений York було пізніше зруйновано вибуховими зарядами екіпажем під час захоплення німцями Криту, а пошкоджений Pericles затонув у квітні 1941 під час буксирування до Александрії.
26 липня 1941 дві людино-торпеди (Maiale) і десть катерів MAS (в тому числі шість MT) зробили невдалу атаку на британську морську базу у Валлетті на Мальті. Сили побачили завдяки британським радарам, але британські берегові батареї не відкривали вогонь до тих пір поки італійці не підійшли на близьку відстань. П'ятнадцять матросів з Decima MAS були вбиті, а 18 було захоплено. Всі шість MT, обидві людино-торпеди і два катера MAS (MAS 451 та MAS 452 ) були втрачені від вогню берегових батарей і авіації. Один катер MT влучив в устій мосту форту Св Ельма, який поєднував форт з хвилерізом, який було пошкоджено від вибуху, а його уламки заблокували вхід у гавань. Міст не відновлювали, а у 2012 побудували новий.

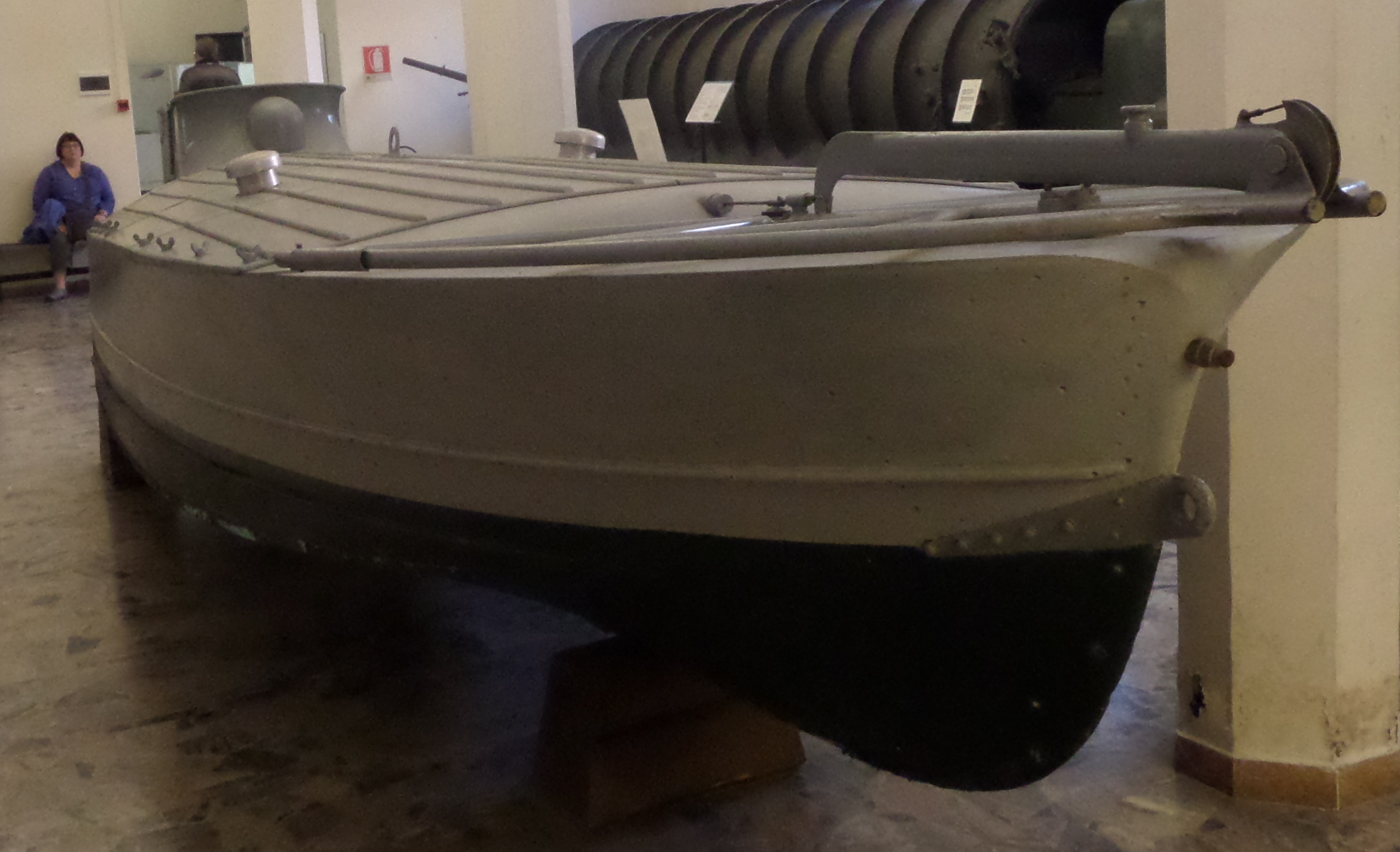
MTM у військово-морському музеї, Венеція.

Врешті катери MT восени 1941 було замінено на катери MTM. MTM застосовували на Чорному морі за вимогою Німеччини, для підтримки операції Барбаросса з березня 1942 по травень 1943, а також на узбережжі Лівії-Єгипту з серпня по вересень 1942, в обох випадках з перемінним успіхом. 29 червня 1942, під час кампанії на Чорному морі, декілька MTM підтримували висадку німецьких військ поблизу Балаклави. Один з вибухових човнів навмисно вийшов на мілину і відправився на пляж, зайнятий радянськими військами, щоб створити плутанину з приводу головної точки висадки.
Пізніше, під час війни, ВМС Італії розробили третій тип вибухових човнів, MTR (Motoscafo da Turismo Ridotto), полегшена версія MTM розроблена для перевезення до цілі за допомогою субмарини, у тих самих контейнерах де перевозили людино-торпеди. Спроба використання проти Союзних військово-морських сил у Мессінській затоці було скасовано, після того як субмарину яка перевозила човни MTR,  Ambra, було закидано глибинними бомбами 25 липня 1943 союзним літаком. Контейнери було пошкоджено вибухами, а човни заклинило всередині.
Після капітуляції Італії, the Italian Social Republic, фашистська маріонеткова держава на півночі Італії, продовжила будувати та використовувати човни MTM. Наприкінці війни в Європі, 16 квітня 1945, один MTM влучив та важко пошкодив французький есмінець Trombe поряд з Лігурією.

### ВМС Ізраїлю
Принаймні чотири MTM вціліли після Другої світової війни і використовувалися в Шайєтеті 13, морських командос ВМС Ізраїлю, під час війни за Незалежність. Три з них, транспортувалися колишньою американською патрульною яхтою INS Ma'oz, атакували єгипетський шлюп Emir Farouk та тральщик класу BYMS у Середземному морі 22 жовтня 1948, поблизу Синайського півострову. Шлюп потонув за п'ять хвилин, а тральщик був сильно пошкоджений і списаний. На відміну від італійців ізраїльтяни використали четвертий човен для рятування пілотів. Інший MTM використовували у Червоному морі, з завданням висадки секретних агентів в Йорданії.